# Jeffrey Buttle
Jeffrey Buttle (ur. 1 września 1982 w Smooth Rock Falls) – kanadyjski łyżwiarz figurowy, startujący w konkurencji solistów. Brązowym medalista olimpijski z Turynu (2006), mistrz świata (2008), dwukrotny mistrz czterech kontynentów (2002, 2004), medalista finału cyklu Grand Prix oraz trzykrotny mistrz Kanady. Po zakończeniu kariery amatorskiej został choreografem łyżwiarskim.

## Osiągnięcia
| Zawody                                | 97–98          | 98–99          | 99–00          | 00–01          | 01–02          | 02–03          | 03–04          | 04–05          | 05–06          | 06–07          | 07–08          | 09–10          | 10–11          | 11–12          | 12–13          | 13–14          | 14–15          |                |                |                |                |
| Międzynarodowe                        | Międzynarodowe | Międzynarodowe | Międzynarodowe | Międzynarodowe | Międzynarodowe | Międzynarodowe | Międzynarodowe | Międzynarodowe | Międzynarodowe | Międzynarodowe | Międzynarodowe | Międzynarodowe | Międzynarodowe | Międzynarodowe | Międzynarodowe | Międzynarodowe | Międzynarodowe | Międzynarodowe | Międzynarodowe | Międzynarodowe | Międzynarodowe |
| ------------------------------------- | -------------- | -------------- | -------------- | -------------- | -------------- | -------------- | -------------- | -------------- | -------------- | -------------- | -------------- | -------------- | -------------- | -------------- | -------------- | -------------- | -------------- | -------------- | -------------- | -------------- | -------------- |
| Igrzyska olimpijskie                  |                |                |                |                |                |                |                |                | 3              |                |                |                |                |                |                |                |                |                |                |                |                |
| Mistrzostwa świata                    |                |                |                |                | 8              | 15             |                | 2              | 6              | 6              | 1              |                |                |                |                |                |                |                |                |                |                |
| Mistrzostwa czterech kontynentów      |                |                |                |                | 1              | 4              | 1              |                |                | 2              | 2              |                |                |                |                |                |                |                |                |                |                |
| GP Finał Grand Prix                   |                |                |                |                |                |                | WD             | 2              | 2              |                |                |                |                |                |                |                |                |                |                |                |                |
| GP Trophée Éric Bompard               |                |                |                |                |                |                |                |                | 1              |                |                |                |                |                |                |                |                |                |                |                |                |
| GP Cup of China                       |                |                |                |                |                |                |                | 1              |                |                |                |                |                |                |                |                |                |                |                |                |                |
| GP Cup of Russia                      |                |                |                |                |                |                |                |                |                |                | 4              |                |                |                |                |                |                |                |                |                |                |
| GP NHK Trophy                         |                |                |                |                | 2              | 5              | 1              |                |                |                |                |                |                |                |                |                |                |                |                |                |                |
| GP Skate Canada International         |                |                |                |                |                | 7              | 2              | 3              | 2              |                | 3              |                |                |                |                |                |                |                |                |                |                |
| Bofrost Cup on Ice                    |                |                |                |                |                |                | 2              |                |                |                |                |                |                |                |                |                |                |                |                |                |                |
| Memoriał Karla Schäfera               |                |                |                |                | 3              |                |                |                |                |                |                |                |                |                |                |                |                |                |                |                |                |
| Nebelhorn Trophy                      |                |                |                | 7              | 2              |                |                |                |                |                |                |                |                |                |                |                |                |                |                |                |                |
| Międzynarodowe: Kategorie młodzieżowe |                |                |                |                |                |                |                |                |                |                |                |                |                |                |                |                |                |                |                |                |                |
| Mistrzostwa świata juniorów           |                |                |                | 7              |                |                |                |                |                |                |                |                |                |                |                |                |                |                |                |                |                |
| JGP w Chinach                         |                |                |                | 4              |                |                |                |                |                |                |                |                |                |                |                |                |                |                |                |                |                |
| JGP w Niemczech                       |                | 6              |                |                |                |                |                |                |                |                |                |                |                |                |                |                |                |                |                |                |                |
| JGP w Japonii                         |                |                | 6              |                |                |                |                |                |                |                |                |                |                |                |                |                |                |                |                |                |                |
| JGP w Słowenii                        |                |                | 4              |                |                |                |                |                |                |                |                |                |                |                |                |                |                |                |                |                |                |
| JGP na Ukrainie                       |                |                |                | 3              |                |                |                |                |                |                |                |                |                |                |                |                |                |                |                |                |                |
| Mladost Trophy                        | 1 J            |                |                |                |                |                |                |                |                |                |                |                |                |                |                |                |                |                |                |                |                |
| Krajowe                               |                |                |                |                |                |                |                |                |                |                |                |                |                |                |                |                |                |                |                |                |                |
| Mistrzostwa Kanady                    | 2 J            | 10             | 6              | 9              | 3              | 2              | 3              | 1              | 1              | 1              | 2              |                |                |                |                |                |                |                |                |                |                |
| Zawody drużynowe                      |                |                |                |                |                |                |                |                |                |                |                |                |                |                |                |                |                |                |                |                |                |
| Japan Open                            |                |                |                |                |                |                |                |                | 2 T 3 P        | 3 T 2 P        |                | 2 T 2 P        | 2 T 6 P        | 1 T 4 P        | 2 T 3 P        | 2 T 5 P        | 2 T 5 P        |                |                |                |                |

## Życie prywatne
Buttle urodził się w Smooth Rock Falls w prowincji Kanady Ontario. Jest gejem. W lutym 2014 roku poślubił swojego partnera Justina Harrisa.